# Şıra

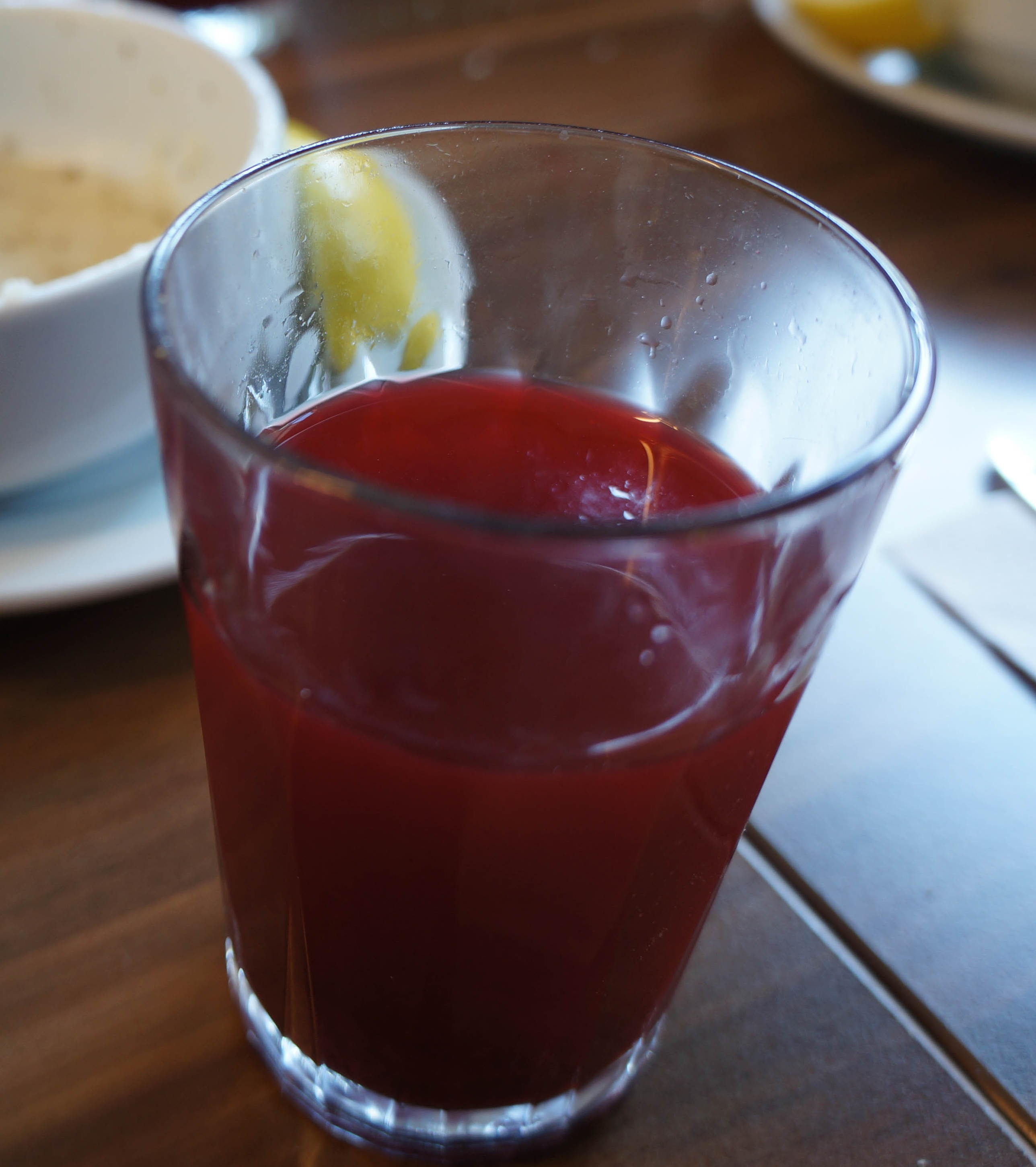

Şıra es una bebida no alcohólica típica de Turquía elaborada con mosto de uva fermentado.
Su sabor es dulce debido al contenido alto de fructosa que contiene. De color similar al de la terracota, por regla general es la bebida que acompaña al İskender kebap.